# Fången i San Jorge
Fången i San Jorge är en brittisk dramafilm från 1956.    

## Om filmen
Fången i San Jorge regisserades av Philip Leacock och baseras på A.J. Cronins roman.

## Rollförteckning (urval)
- Dirk Bogarde - Jose
- Jon Whiteley - Nicholas Brande
- Michael Hordern - Harrington Brande
- Cyril Cusack - Garcia
- Maureen Swanson - Maria
- Lyndon Brook - Robert Burton
- Josephine Griffin - Carol Burton
- Bernard Lee - Leighton Bailey
- Rosalie Crutchley - Magdalena
- Ina De La Haye - Jose mor
- Geoffrey Keen - Dr. Harvey
- Harold Scott - Pedro
- Jack Stewart - polis-eskort
- Richard Molinas - polis-eskort
- Susan Lyall Grant - städerska
- John Adderley - taxichaufför
- David Lander - polis